# چاه پده
چاه پده یک منطقهٔ مسکونی در ایران است که در بخش مرکزی شهرستان سربیشه واقع شده‌است.